# 中村裕 (医師)
中村 裕（なかむら ゆたか、1927年3月30日 - 1984年7月23日）は、日本の医師・整形外科医。身体障害者のスポーツ振興をはかった。日本パラリンピックの父と呼ばれる。

## 経歴
大分県別府市出身。九州大学医学部卒業後、九州大学病院整形外科に医師として勤務。
1958年から大分県の国立別府病院整形外科医長。1966年、大分中村病院を設立。1979年-1983年国際パラプレジア医学会副会長、1979年-1980年日本パラプレジア医学会会長。
1965年に障害者の自立のための施設「太陽の家」を創設。また、障害者スポーツ振興に情熱を傾け、1964年の東京パラリンピックで選手団長を務め、第1回極東・南太平洋身体障害者スポーツ大会（フェスピック）開催に尽力。さらに「大分国際車いすマラソン」を提唱し、その実現に尽力した。
1975年吉川英治文化賞を受賞。

### 年表
- 1951年 - 九州大学医学部を卒業し、同大学整形外科医局に入局（医学的リハビリテーションを研究）。
- 1958年 - 大分県の国立別府病院整形外科医長。
- 1960年 - 英国のストーク・マンデビル病院に留学（ルートヴィヒ・グットマンに師事）。
- 1961年 - 第1回大分県身体障害者体育大会の開催に尽力。
- 1964年 - 東京パラリンピックの選手団長を務める（以降、1980年までの全ての夏季パラリンピックの団長を務めた）。
- 1965年 - 身体障害者の職業的自立を目指す「社会福祉法人太陽の家」を別府市に創設。「保護より機会を」「世に身心（しんしん）障害者はあっても仕事に障害はあり得ない」をモットーとした。
- 1966年 - 大分県大分市に大分中村病院を設立。
- 1975年 - 第1回極東・南太平洋身体障害者スポーツ大会（フェスピック）開催。
- 1981年 - 第1回大分国際車いすマラソン大会開催。
- 1984年 - 7月23日、肝不全のため死去。57歳没。

## 障害者スポーツ

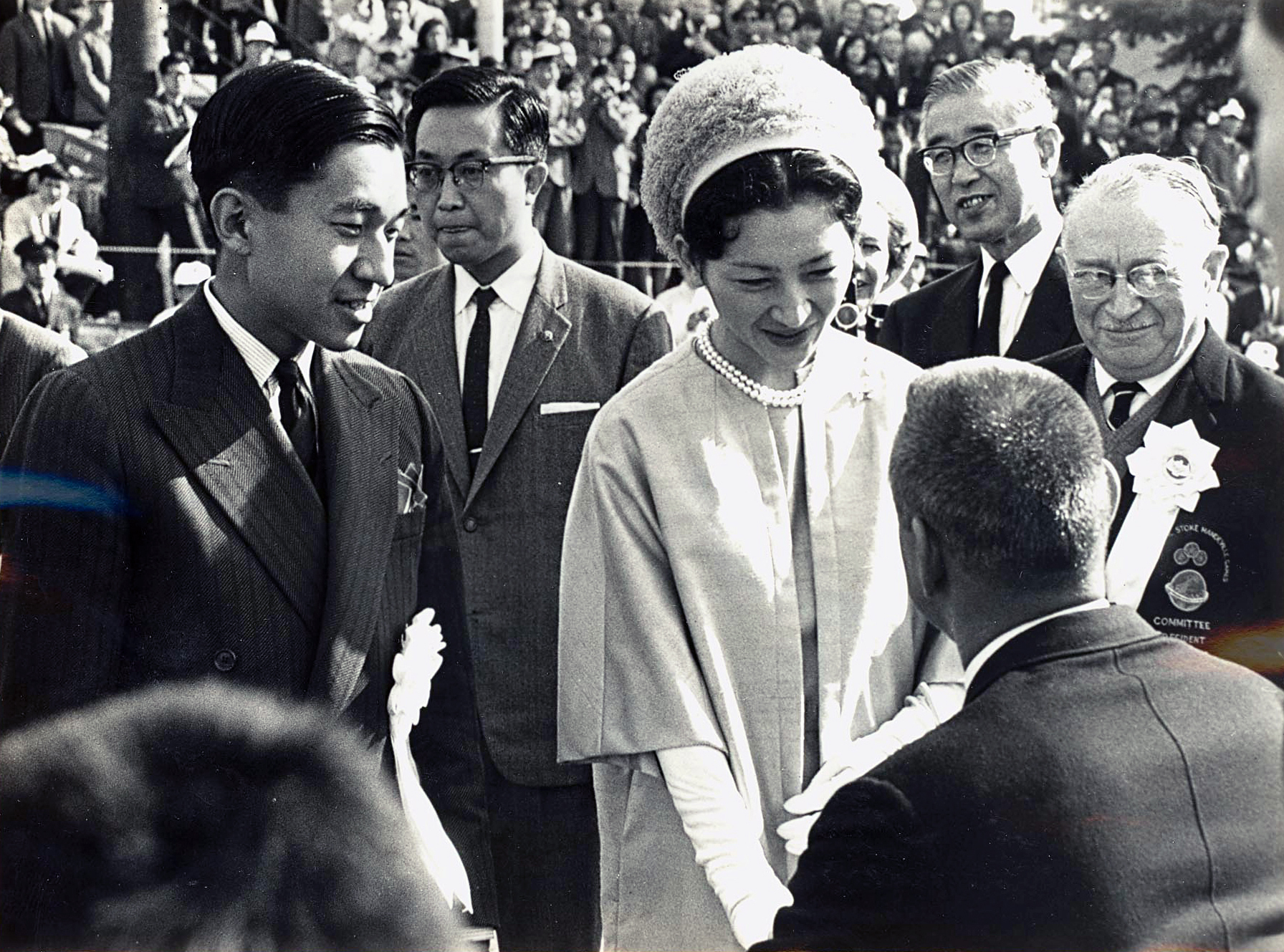
1964年東京パラリンピックにて
手前左から皇太子皇太子妃両殿下、
奥左から畑田和男医師、中村裕日本選手団団長、グットマン博士

1960年当時、日本では身障者は「ベッドで寝て過ごすことが一番」といわれていた時代、英国では身障者が驚異的な割合で社会復帰をしていた。「何か特別な手術などがおこなわれているのでは」と調査のため、九州大学医学部の天児民和教授により、英国のストークマンデビル病院へ送られた。しかし、手術など治療方法は日本と全く同じだった。そこでは障害者がリハビリテーションの一環としてスポーツを行い、さらには社会全体で受け入るシステムが存在したことに強い衝撃を受けた。
帰国後、すぐに障害者スポーツの普及を目的とし、第1回大分県身体障害者体育大会を開催。「障害者を見世物にするな」「あなた、それでも医者ですか」など多くの批判を受けた。地方の活動ではなく国際大会を開催し、ボトムアップではなくトップダウンでの普及の必要を痛感。
1964年東京パラリンピック開催に奔走し、日本人選手団団長を務めた。大会は成功したように見えたが、日本と西欧諸国の障害者の差を見せつけられた大会だった。日本の参加者は施設や病院暮らしの「患者」、それに対して西欧諸国の「アスリート」では試合になるはずもなかった。それ以上にショックだったのは、大会期間中、西欧諸国の参加者は、自分でタクシーを呼び銀座へショッピングに出かけるなど一人の自立した人間として生き生きとした姿だった。日本人参加者は閉会式のとき中村に「働く場所をつくってほしい」と懇願した。
1975年には、障害者自身へのスポーツのプロモーションと障害者の能力を一般の方に見てもらうことを目的とし、また、誰でも気軽に「やしの木でも開催できる大会」を理念に第1回極東・南太平洋身体障害者スポーツ大会（フェスピック大会）を開催した。このフェスピックは現在のアジアパラへと継承し、継続されている。
1981年の第1回大分国際車いすマラソン大会を成功に導いた。
当初、別府・大分毎日マラソンへ車いす使用者への参加を求めたが、当時の陸連より「マラソンは2本の足で走るもの」と受け入れられなかったことを受け、開催したものである。中村は「不本意な開催」と晩年まで語っていた。
日本に初めて車いすバスケットボールを紹介した。

## 障害者の自立
1965年、「保護より働く機会を」をモットーに「太陽の家」を設立、保護にたよる日本の福祉を変えようとした。また社会に対しては「世に心身障害者はあっても仕事の障害はありえない。太陽の家の社員は、被護者ではなく労働者であり、後援者は投資者である」と啓蒙。オムロン・ソニー・ホンダ・三菱商事・デンソー・富士通エフサス等の企業と共同出資会社をつくり、多くの重度障害者を雇用した。